# South Oman Gas Line
South Oman Gas Line (SOGL) – газопровідна система в Омані, створена національною нафтовою компанією Petroleum Development Oman (PDO) для обслуговування власних потреб.
У 1980 – 1982 роках PDO проклала трубопровід довжиною 543 км від газопереробного заводу на родовищі Сайх-Ніхайда (центральна частина країни) до нафтового родовища Мармул. Він був виконаний у двох діаметрах – 400 мм на ділянці у 293 км до Хубари (робочий тиск 9,5 МПа) та 250 мм для відтинку у 159 км від Хубари до Мармуля (робочий тиск 6,5 МПа). Траса газопроводу проходила паралельно південній ділянці Головного нафтопроводу (Main oil line), при цьому блакитне паливо споживалось насосними станціями останнього у Сахмі та Хубарі.
Окрім Сайх-Ніхайди, додатковий ресурс до системи надходив з ряду інших газозбірних станцій, як то:
- Zauliyah (підключена у 1984-му перемичкою довжиною 35 км та діаметром 150 мм);
- Барік (сполучили з системою у 1985-му за допомогою ділянки довжиною 6 км та діаметром 150 мм, проте вже станом на середину 2000-х цей напрямок вивели з експлуатації);
- Анзауз (підключена у 1990-му перемичкою довжиною 15 км та діаметром 100 мм);
- Аль-Нур (під’єднана у 2000-му до південної ділянки між Хубарою та Мармул трубопроводом довжиною 37 км, виконаним в діаметрі 250 мм).
У другій половині 2000-х узялись за спорудження трубопроводу довжиною 79 км та діаметром 400 мм від нафтового родовища Harweel, розташованого на захід від Мармул. Первісно звідси до Мармул повинно було надходити до 0,7 млн м3 попутного газу на добу, коли ж на родовищі припиниться зворотнє закачування газу в нафтові пласти обсяг поставок має зрости до 1,8 млн м3 на добу.
Втім, наразі основним джерелом газу для системи стали трубопроводи Oman Gas Company, котрі прямують від розташованого у центральному Омані газового родовища Сайх-Равл на схід до Калхату та південь до Салали. Із першим SOGL сполучили за допомогою перемички довжиною 5 км та діаметром 250 мм, під’єднаної на 25-му кілометрі траси від ГПЗ Сайх-Ніхайда (ресурс з останнього родовища починаючи з середини 2000-х також спрямовують до заводу зі зрідження у Калхаті). Створений дещо північніше від Хубари південний інтерконектор довжиною 0,6 км та діаметром 300 мм сполучає із SOGL відгалуження від магістрального газопровіду Сайх-Равл – Салала (котре відходить від головної лінії для живлення родовища та ТЕС Мухаїзна). Подача ресурсу через південний інтерконекор передбачена як резервна на випадок проблем із північною точкою входу до системи.
Ще одним проектом, започаткованим у другій половині 2000-х, було прокладання нової лінії між Хубарою та Мармул, котра мала таку ж довжину, як і попередня, але була виконана в більшому діаметрі 450 мм (для її створення використали 84 км нафтопроводу, конвертованого під прокачування газу). Після завершення цього будівництва стару лінію діаметром 250 мм вивели з експлуатації.
Головними споживачами газу із системи SOGL є генеруючі потужності на різних родовищах та інфраструктурних об’єктах Petroleum Development Oman – Мармул, Хайма-Вест, Німр, Ріма, Хубара, Сувайхат. При цьому найпотужнішою серед них є ТЕС Амал, розташована прямо на трасі головної лінії SOGL між Хубарою та Мармул.
У Мармулі застосовується метод підвищення нафтовіддачі на основі полімерів, який вимагає великої кількості газу для «промивки» пласта від нафти. Також певна кількість газу могла відбиратись із трубопроводу для газліфтних операцій на родовищах Габа-Норт, Ал-Губар, Бірба.
Окрім зазначених вище ділянок, до системи SOGL відносяться дві перемички довжиною по 21 км від ГПЗ Сайх-Ніхайда до теплоелектростанції родовища Карн-Алам, виконані в діаметрі 250 мм та 300 мм і розраховані на робочий тиск у 9,5 МПа та 9,3 МПа.